# Petinesca
Petinesca è un sito archeologico nel territorio di Studen, nel Canton Berna, in Svizzera, dove sono state ritrovate vestigia celtiche e romane. Viene menzionato nella Tabula Peutingeriana e nell'Itinerarium Antonini come stazione sulla strada che collegava Aventicum (Avenches) a Salodurum (Soletta).

## Descrizione
Il sito si trova sul bordo sud-est del monte Jensberg. Sono state rinvenute rovine celtiche e romane, alcune delle quali sono ancora visibili. Il sito comprende una fortificazione celtica (Oppidum) e un villaggio fortificato di epoca romana, come centro regionale dal II secolo a.C. fino al IV secolo d.C. Petinesca era sicuramente una delle stazioni romane che servivano a garantire la manutenzione e la sicurezza di una delle principali strade romane degli Elvezi. La strada conduceva da Aventicum (Avenches) attraverso Morat, Kerzers e Kallnach a Salodorum (Soletta) e poi a Vindonissa (Windisch), lungo la parte orientale del Seeland. Una biforcazione della strada correva attraverso la ripida gola di Taubenloch fino ad Augusta Raurica che portava in Germania lungo il Reno.